# سیارک ۲۷۲۷
سیارک ۲۷۲۷ (به انگلیسی: 2727 Paton، نامگذاری:1979SO9) دو هزار و هفتصد و بیست و هفتمین سیارک کشف شده‌است که در ۲۲ سپتامبر ۱۹۷۹ کشف شد.
قدر مطلق سیارک برابر ۱۲٫۳۰ است.